# Zuzanna Bukłaha
Zuzanna Bukłaha (ur. 23 sierpnia 1988 w Wyszkowie) – polska reporterka prasowa oraz scenarzystka filmowa. Od 2017 roku związana z Gazetą Wyborczą, przede wszystkim z "Dużym Formatem" i "Wysokimi Obcasami". Członkini Gildii Scenarzystów Polskich oraz Stowarzyszenia Filmowców Polskich.
Autorka książki "Nomadzi. Życie w drodze" (wydawnictwo Znak) oraz współautorka książki reporterskiej true crime "Ostatni" (wydawnictwo Agora). Jej teksty były w finale konkursów Grand Press, nagrody Newsweeka, nagrody Festiwalu Wrażliwego oraz konkursów scenariuszowych Script Pro oraz Wyobraź Sobie.

## Życiorys
Wychowała się w Ostrowi Mazowieckiej. Studiowała stosunki międzynarodowe na UKSW, dziennikarstwo na Uniwersytecie Warszawskim oraz na Uniwersytecie w Barcelonie. Po studiach mieszkała przez trzy lata w Hiszpanii i we Włoszech, a następnie wróciła do Polski, gdzie ukończyła Polską Szkołę Reportażu założoną przez Mariusza Szczygła. Przez cztery lata, od 2017 r., była związana ze stołeczną "Gazetą Wyborczą", by następnie przejść do redakcji "Dużego Formatu", gdzie publikuje reportaże i wywiady oraz jest wydawczynią strony głównej. Współpracuje z "Wysokimi Obcasami". Publikuje także m.in. w "Tygodniku Powszechnym", "Polityce", "Przekroju".
Absolwentka Atelier Scenariuszowego Canal+(2023) i kursu Script w Szkole Wajdy (2021). Pisze scenariusze filmowe.
Członkini Gildii Scenarzystów Polskich oraz Stowarzyszenia Filmowców Polskich. Finalistka konkursów scenariuszowych Script Pro (2021) oraz Wyobraź Sobie (2022, 2023). Autorka scenariusza do filmu "Gruby" prod. Haka Films, reż. Sylwia Rosak i współautorka scenariusza do filmu "Transatlantyk 2010" reż. Bartosz Kruhlik.
W 2020 r. nakładem wydawnictwa Znak ukazała się jej debiutancka książka, zbiór reportaży – "Nomadzi. Życie w drodze". W 2023 r. nakładem wydawnictwa Agora ukazała się jej kolejna książka, którą napisała we współpracy z Kacprem Sulowskim. Reportaż true crime "Ostatni" to historia o ostatnim polskim seryjnym zabójcy, który nie został osądzony.
Reżyserka i scenarzystka teledysków, m.in. dla Swiernalisa.
Od 2025 r. kieruje redakcją internetową TVP3 Warszawa.

## Najważniejsze teksty, nagrody, nominacje
Nominacja do Grand Press 2019 w kategorii Reportaż prasowy za tekst "13 dziewczynek księdza" (Duży Format).
Nominacja do Nagrody Newsweeka im. Teresy Torańskiej w kategorii Reportaż prasowy za tekst "Czego Warszawa nie wie o biedzie w Polsce" (Duży Format).
III nagroda na Festiwalu Wrażliwym w kategorii reportaż prasowy, profesjonaliści za tekst "Owoc żywota" (Tygodnik Powszechny).
Razem z Kacprem Sulowskim w reportażu "Imperium" opisała szczegóły budowania medialnego imperium ks. Michała Olszewskiego (Duży Format). 
Autorka głośnych wywiadów dla Dużego Formatu i Wysokich Obcasów, m.in. z Leszkiem Dawidem, Ewą Skibińską, Kamilem Krawczyckim, Danutą Stenką, Sarsą, Pauliną Gałązką, najlepszym polskim fałszerzem banknotów, Ewą Woydyłło-Osiatyńską. 
Finalistka konkursów scenariuszowych Script Pro 2021 oraz konkursu Wyobraź Sobie 2021 i 2022. 